# Daewoo
Даеву или Даеву група је био један од највећих јужнокорејских чебола, односно конгломерата. Основан је 22. марта 1967. године као Даеву индустријал од стране Ким Ву-јунга, да би је корејска влада 1999. године расформирала због банкротства. Даеву је пре избијања азијске финансијске кризе био други по величини конгломерт у Јужној Кореји иза Хјундаи групе, а испред LG групе и Самсунг групе.
Делатности компаније су биле производња аутомобила, производња пловила, телекомуникације, грађевинарство, трговина, хотелијерство, производња оружја и електроника. Даеву група је имала око 20 подружница, од којих су данас неке сачуване као самосталне компаније.

## Корпорације
Даеву група је имала под својим окриљем неколико великих корпорација:
- Daewoo Bus – произвођач аутобуса
- Daewoo Motors – произвођач аутомобила
- Daewoo Motor Sales – продаја аутомобила
- Daewoo Electronics – електронска индустрија
- Daewoo Precision Industries – производња малокалибарског оружја и ауто-делова
- Daewoo Textile Co. Ltd. – текстилна индустрија
- Doosan Heavy Industries & Construction – тешка индустрија
- Daewoo Shipbuilding & Marine Engineering – производња контејнерских бродова и нафтних танкера
- Daewoo Securities – финансијско осигурање
- Daewoo Telecom Ltd. – телекомуникације
- Daewoo Corporation – грађевинарство, изградња ауто-путева, брана и небодера, посебно на Блиском истоку и Африци
- Daewoo International – међународна трговина, грађевинарство и инвестиције
- Daewoo Development Co. Ltd. – хотелијерство
- IAE – институт за напредни инжењеринг

### Даеву бренд данас
Данас пет компанија послују под именом Даеву:
- Daewoo Electronics – електронска индустрија
- Daewoo Engineering & Construction – инжењеринг и изградња
- Daewoo International – међународна трговина, грађевинарство и инвестиције
- Daewoo Shipbuilding & Marine Engineering – производња контејнерских бродова и нафтних танкера
- Tata Daewoo – производња комерцијалних возила, у потпуном власништви Тате